# Oldham East and Saddleworth (circonscription du Parlement britannique)
Pour les articles homonymes, voir Oldham (homonymie).
La circonscription de Oldham East and Saddleworth est une circonscription située dans le Grand Manchester et représentée à la Chambre des communes du Parlement britannique.